# Маховиков, Александр Фёдорович
Алекса́ндр Фёдорович Маховико́в (12 апреля 1951, Москва, РСФСР, СССР) — советский футболист, защитник (ранее — полузащитник). Известен по выступлениям за футбольный клуб «Динамо» (Москва). Игрок сборной СССР (1972—1979). Мастер спорта (с 1972), мастер спорта СССР международного класса (с 1979).

## Биография
Воспитанник юношеской команды стадиона «Юные пионеры» — 1964 и юношеской команды групп подготовки «Динамо» (Москва) — 1965—1969. Первые тренеры Василий Павлов и Леонид Соловьёв.
В составе «Динамо» дебютировал 24 июля 1971 года в гостевом матче с «Карпатами» (Львов) — 3:1. Всего за «Динамо» провёл 363 официальных матча (287 в чемпионатах СССР, 48 в Кубке страны и 28 в европейских кубках) и забил 26 голов (20, 5, 1). Рекордсмен команды по количеству матчей в Кубке СССР. Капитан команды в 1976—1982 годах (в 61 матче чемпионата СССР).
Впоследствии выступал за команду «Кубань» (Краснодар) (1986—1988).
Один из лучших левых полузащитников и защитников страны второй половины 1970-х годов.
В 1993 году окончил ВШТ при ГЦОЛИФКе. Выступал за команды ветеранов «Динамо» (Москва) и сборной России.

## Достижения
В клубе
- Чемпион СССР: 1976 (весна)
- Обладатель Кубка СССР: 1977, 1984
- Обладатель Кубка сезона СССР: 1977
- Чемпион Спартакиады народов СССР 1979 года в составе сборной Москвы
- Финалист Кубка обладателей Кубков УЕФА: 1971/1972 (автор одного из мячей в финале против «Рейнджерс» 2:3)

Личные
- В списках 33 лучших футболистов сезона в СССР (4): № 1 — 1977, 1978; № 2 — 1979; № 3 — 1975